# 東福寺 (八王子市)
東福寺（とうふくじ）は、東京都八王子市にある天台宗の寺院。

## 歴史
創建年代は不明である。ただ1705年（宝永2年）寂の第7世住職の栄源法印が中興したという。そのため、江戸時代前期には既に存在していたものと推測される。
その後は無住（住職不在）の時期が多く、詳細な歴史は不明になっている。1936年（昭和11年）の第13世住職の赴任後は、少しずつ寺運を盛り返していった。
現在、当寺は八王子三十三観音霊場の第12番札所となっているが、かつては武蔵国多摩郡久保宿（現・八王子市日吉町）にあった「東福寺」が第12番札所であった。この東福寺は1869年（明治2年）に廃寺となり、同名の寺だった当寺に札所は移された。

## 交通アクセス
- 小宮駅より徒歩7分。